# Puostijoki
Puostijoki är en högerbiflod till Torne älv, Övertorneå kommun i Sverige. Längden är ca 50 km, till största delen norr om sjön Puostijärvi (97 m ö.h.). Puostijoki rinner upp i ett myrområde i Pajala kommun. Området ner mot Puostijärvi är också mycket flackt och rikt på myrar. Bland övriga sjöar i det övre flodområdet märks Ruokojärvi, Kuurajärvi, Pirttijärvi och Mukkajärvi. Efter den mer än milslånga Puostijärvi faller Puostijoki vid Ekfors nästan 50 m på ca 5 km ner mot sjön Armasjärvi (49 m ö.h.). Efter ytterligare någon halvmil mynnar Puostijoki, där kallad Armasjoki, i Torne älv vid Niemis, strax söder om Luppioberget. Åns totala flodområde är omkring 600 km².
En del av Puostijoki norr om riksväg 98 utgör naturreservatet Puostijoki. En del av Stormyran, ett våtmarksområde mellan Puostijoki och sjön Hirvijärvi, bildar naturreservatet Björkknösen.